# Andrea Huber
Andrea Huber (* 9. Mai 1975 in Samedan) ist eine ehemalige Schweizer Skilangläuferin.

## Werdegang
Andrea Huber, die für den Alpina St. Moritz startete, gab am 9. Januar 1993 ihr Debüt beim Heim-Weltcup in Ulrichen über 10 km klassisch und belegte dabei den 49. Platz. Im März nahm sie in Harrachov an den Nordischen Junioren-Skiweltmeisterschaften 1993 teil. Im Rennen über 15 km im freien Stil belegte sie Rang 40 und über 5 km im klassischen Stil den achten Platz. Auch bei den Nordischen Junioren-Skiweltmeisterschaften 1994 startete sie, konnte sich jedoch im Vergleich zum Vorjahr nicht verbessern. Bei ihrer dritten Teilnahme bei den Nordischen Junioren-Skiweltmeisterschaften 1995 gelang es ihr, mit Platz fünf über 5 km klassisch ihr bestes Resultat zu erzielen; kurz darauf startete sie auch bei den Nordischen Skiweltmeisterschaften 1995 und belegte dabei in ihren Einzelrennen Rang 56 und 61. Es folgte eine weitere Teilnahme bei den Nordischen Skiweltmeisterschaften 1997, wo sie mit Platz 17 ihr bestes Ergebnis erreichte.
In Nagano startete sie bei den Olympischen Winterspielen 1998 im Rennen über 5 km klassisch (45.) und in der 4 × 5-km-Staffel (4.). Drei Jahre später wurde sie Zweite im Sprint bei den Schweizer Meisterschaften, ehe sie 2002 in Salt Lake City bei Olympia teilnahm. Dabei konnte sie im 4 × 5-km-Staffelrennen die Bronzemedaille gewinnen. Ihre besten Gesamtplatzierungen im Weltcup erreichte sie in der Saison 1999/2000 mit dem 38. Platz im Gesamtweltcup und dem 24. Rang im Sprintweltcup. Dabei errang sie im Dezember 1999 in Engelberg mit dem vierten Platz im Sprint ihre beste Einzelplatzierung. Ihr 81. und damit letztes Weltcupeinzelrennen absolvierte sie im Januar 2004 in Nové Město, das sie auf dem 48. Platz im Sprint beendete. Im Continental-Cup siegte sie elfmal und belegte zudem zweimal den zweiten und dreimal den dritten Platz.
Bei Schweizer Meisterschaften siegte sie in den Jahren 1997 und 1999 mit der Staffel und 2003 in der Doppelverfolgung.

## Siege bei Continental-Cup-Rennen
| Nr. | Datum             | Ort                   | Disziplin       | Serie           |
| --- | ----------------- | --------------------- | --------------- | --------------- |
| 1.  | 26. Februar 1994  | Les Rousses           | 5 km klassisch  | Continental-Cup |
| 2.  | 27. Februar 1994  | Les Rousses           | 5 km Freistil   | Continental-Cup |
| 3.  | 19. März 1994     | Le Brassus            | 5 km Freistil   | Continental-Cup |
| 4   | 29. Dezember 1995 | Campra                | 15 km klassisch | Continental-Cup |
| 5.  | 11. Januar 1997   | Cauterets             | 5 km klassisch  | Continental-Cup |
| 6.  | 12. Januar 1997   | Cauterets             | 5 km Freistil   | Continental-Cup |
| 7.  | 14. Januar 1997   | Candanchu             | 10 km Freistil  | Continental-Cup |
| 8.  | 30. Januar 1999   | Vingen                | 5 km klassisch  | Continental-Cup |
| 9.  | 5. Januar 2002    | Furtwangen            | 5 km klassisch  | Continental-Cup |
| 10  | 5. Januar 2003    | Campra                | 5 km klassisch  | Continental-Cup |
| 11. | 3. Januar 2004    | Bernau im Schwarzwald | 5 km klassisch  | Continental-Cup |

## Teilnahmen an Weltmeisterschaften und Olympischen Winterspielen

### Olympische Spiele
- 1998 Nagano: 4. Platz Staffel, 45. Platz 5 km klassisch
- 2002 Salt Lake City: 3. Platz Staffel, 27. Platz Sprint Freistil

### Nordische Skiweltmeisterschaften
- 1995 Thunder Bay: 7. Platz Staffel, 56. Platz 10 km Freistil Verfolgung, 61. Platz 5 km klassisch
- 1997 Trondheim: 8. Platz Staffel, 17. Platz 5 km klassisch, 36. Platz 30 km klassisch, 41. Platz 10 km Freistil Verfolgung
- 1999 Ramsau: 5. Platz Staffel, 17. Platz 5 km klassisch
- 2001 Lahti: 7. Platz Staffel, 44. Platz 10 km klassisch
- 2003 Val di Fiemme: 10. Platz Staffel, 27. Platz 10 km klassisch, 40. Platz 10 km Skiathlon

## Platzierungen im Weltcup

### Weltcup-Statistik
Die Tabelle zeigt die erreichten Platzierungen im Einzelnen.
- 1.–3. Platz: Anzahl der Podiumsplatzierungen
- Top 10: Anzahl der Platzierungen unter den ersten zehn
- Punkteränge: Anzahl der Platzierungen innerhalb der Punkteränge
- Starts: Anzahl gelaufener Rennen in der jeweiligen Disziplin
- Hinweis: Bei den Distanzrennen erfolgt die Einordnung gemäss FIS.

| Platzierung         | Distanzrennen a | Distanzrennen a | Distanzrennen a | Distanzrennen a | Distanzrennen a | Skiathlon Verfolgung | Sprint | Etappen- rennen b | Gesamt | Team c | Team c  |
| Platzierung         | ≤ 5 km          | ≤ 10 km         | ≤ 15 km         | ≤ 30 km         | > 30 km         | Skiathlon Verfolgung | Sprint | Etappen- rennen b | Gesamt | Sprint | Staffel |
| ------------------- | --------------- | --------------- | --------------- | --------------- | --------------- | -------------------- | ------ | ----------------- | ------ | ------ | ------- |
| 1. Platz            |                 |                 |                 |                 |                 |                      |        |                   |        |        |         |
| 2. Platz            |                 |                 |                 |                 |                 |                      |        |                   |        |        |         |
| 3. Platz            |                 |                 |                 |                 |                 |                      |        |                   |        |        |         |
| Top 10              |                 |                 |                 |                 |                 |                      | 1      |                   | 1      |        | 11      |
| Punkteränge         | 5               | 2               | 2               |                 |                 | 1                    | 18     |                   | 28     | 1      | 18      |
| Starts              | 19              | 17              | 7               | 2               |                 | 10                   | 26     |                   | 81     | 1      | 18      |
| Stand: Karriereende |                 |                 |                 |                 |                 |                      |        |                   |        |        |         |

### Weltcup-Gesamtplatzierungen
| Saison    | Gesamt | Gesamt | Sprint | Sprint |
| Saison    | Punkte | Platz  | Punkte | Platz  |
| --------- | ------ | ------ | ------ | ------ |
| 1995/96   | 1      | 69.    | –      | -      |
| 1996/97   | 25     | 48.    | 11     | 49.    |
| 1997/98   | 9      | 63.    | 9      | 59.    |
| 1998/99   | 33     | 42.    | 68     | 32.    |
| 1999/2000 | 63     | 38.    | 62     | 24.    |
| 2000/01   | 13     | 81.    | 13     | 57.    |
| 2001/02   | 40     | 59.    | 58     | 28.    |
| 2002/03   | 70     | 46.    | 29     | 42.    |
| 2003/04   | 4      | 93.    | 4      | 58.    |